# Storia della Svezia

## Preistoria e storia antica

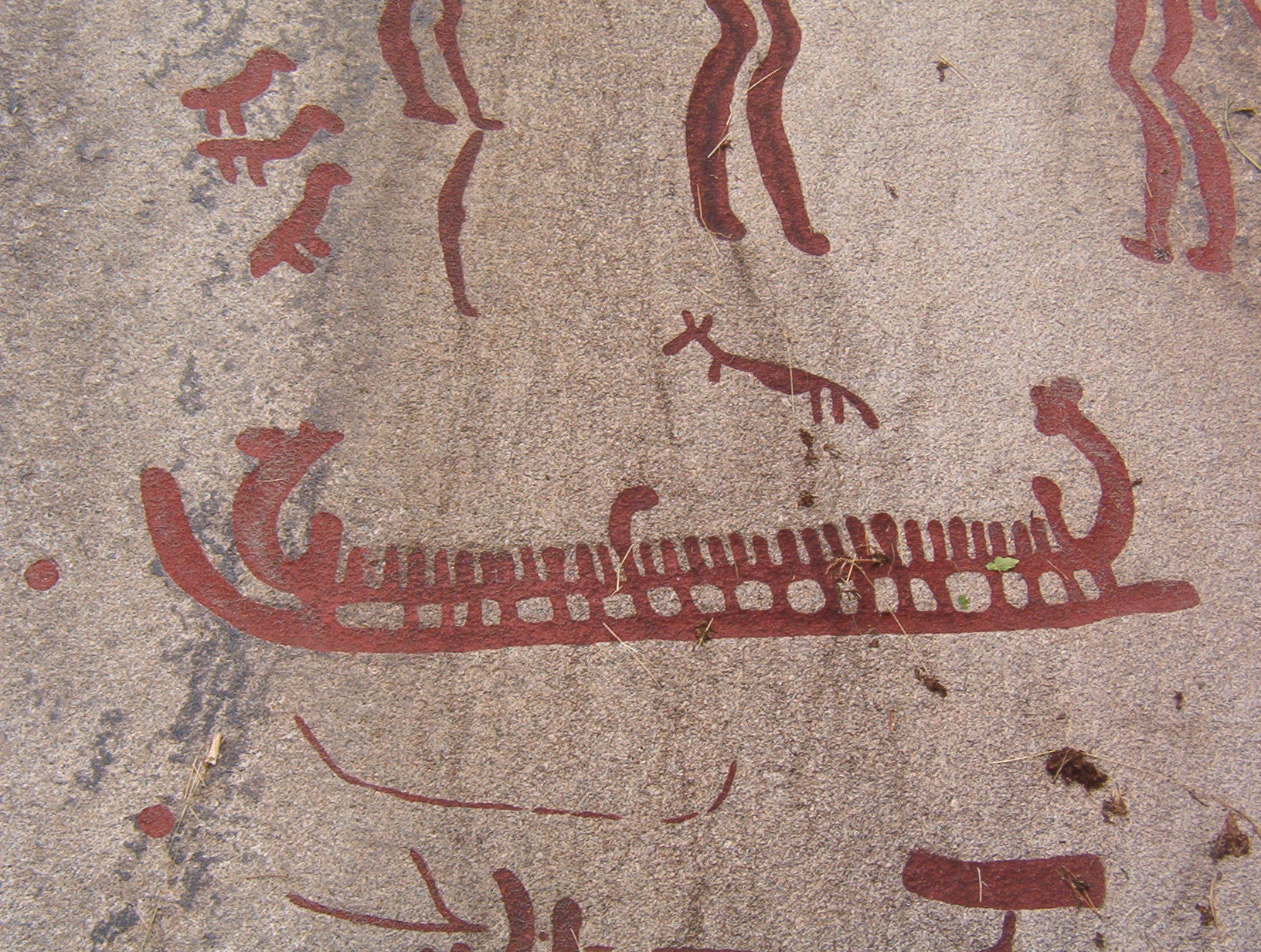
Hällristning (incisioni su roccia)

In Svezia, come nella vicina Norvegia, fiorì la cultura preistorica delle scritture rupestri (ritningar o hällritningar in svedese), con la concentrazione maggiore nella provincia di Bohuslän. Le immagini più antiche sono probabilmente quelle della provincia di Jämtland, che risalgono al 6000 a.C. circa. Ritraggono animali come alci, renne, orsi e foche. Nel periodo tra il 2300 a.C. e il 554 a.C. si affermò la scultura del legno, che raffigurava soggetti agricoli, scene di guerra, navi, animali.
La scrittura runica, effettuata su pietre o legno, emerse intorno al 200 d.C. Le scritte avevano, in origine, una probabile valenza magica, ma col tempo iniziarono ad avere finalità memorialistiche e a raffigurare opere poetiche.

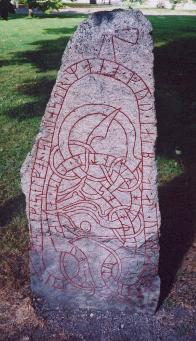
Pietra con incisioni runiche presso Uppsala (Università di Uppsala)

Tacito fu il primo autore romano a citare le popolazioni germaniche
dell'odierna Svezia, soprattutto gli Sueoni (Svear), abili navigatori. I rapporti commerciali con l'Impero Romano erano infatti intensi. Il bene maggiormente esportato era l'ambra. Autori successivi, come Procopio, parlano di altri popoli svedesi, quali i Goti (Götar).
La regione fin dal VI secolo in poi, divenne la più importante del paese. Nei pressi della loro capitale, Uppsala, sorgeva un importante santuario pagano, famoso in tutto il Nord.

## Età vichinga
In senso proprio, vichinghi erano soltanto i navigatori scandinavi che, a scopo di commercio o pirateria (spesso, entrambe le cose insieme), battevano le coste atlantiche e mediterranee. I popoli dei Paesi che oggi si chiamano Svezia, Norvegia e Danimarca non erano dunque composti esclusivamente da vichinghi. Il termine migliore per indicare nel complesso i popoli scandinavi di allora è, forse, norreni. La fama dei navigatori e pirati vichinghi è comunque consolidata a tal punto che il loro nome è stato attribuito sia al periodo in cui effettuarono le loro audaci scorrerie, sia al complesso dei popoli nordici, fino alla nascita dei regni cristiani. In Svezia l'età vichinga intercorre tra la metà dell'VIII secolo e il 1050 circa.
I norreni svedesi preferirono esplorare le regioni baltiche e le odierne Russia e Ucraina, arrivando a spingersi fino al Mar Nero, al Mar Caspio ed, infine, a Bisanzio. In Russia e Ucraina, dove fu loro attribuito il nome di Rus', conquistarono la città di Kiev e fondarono Novgorod. In quell'area originarono e governarono la Rus' di Kiev, primo embrione dell'odierna Russia. Questi scandinavi (non solo, ma soprattutto svedesi) furono detti anche Vareghi o Variaghi. A Bisanzio la guardia imperiale arruolava spesso i mercenari Variaghi.
Centri importanti della Svezia in questi secoli furono, oltre alla vecchia Uppsala, prima sede dei monarchi Svear e del tempio pagano, Birka e Sigtuna, città commerciali sul lago Mälaren che divennero pure sedi regie.

## Il cristianesimo in Svezia
Durante il XII secolo la Svezia divenne gradualmente un regno cristiano che avrebbe incluso Finlandia e Norrlandia.
La regina Margherita I unificò i Paesi nordici nell'Unione di Kalmar nel 1397. Tuttavia le continue tensioni interne portarono lentamente ad un graduale conflitto aperto tra svedesi e danesi, che scoppiò in una vera e propria guerra agli inizi del XVI secolo. Nel corso del XV si era, inoltre, distinta la figura dell'eroe nazionale Engelbrekt Engelbrektsson.

## La Svezia moderna

La Svezia dal 1560 al 1660.

La Svezia moderna nacque dalla sua uscita dall'Unione di Kalmar nel 1523 sotto la guida del primo Vasa, costituendo il regno di Svezia che comprendeva grosso modo le attuali Svezia e Finlandia. Nel XVII secolo l'espansione e la costituzione dell'Impero svedese raggiunse il suo apice. Il declino iniziò nel XIX secolo con la perdita di gran parte dei suoi territori, compresa la Finlandia.

### Storia della Svezia (1523-1611)
La storia svedese dopo l'uscita dall'unione di Kalmar è legata alla prima generazione dei Vasa. Il loro capostipite, Gustavo Vasa, (in svedese Gustav Vasa) riconquistò Stoccolma nel 1523 sottraendola ai danesi. Seguirono poi i suoi figli, Erik XIV, Giovanni III, con suo figlio Sigismondo e l'ultimo più giovane figlio di Gustavo, Carlo IX.

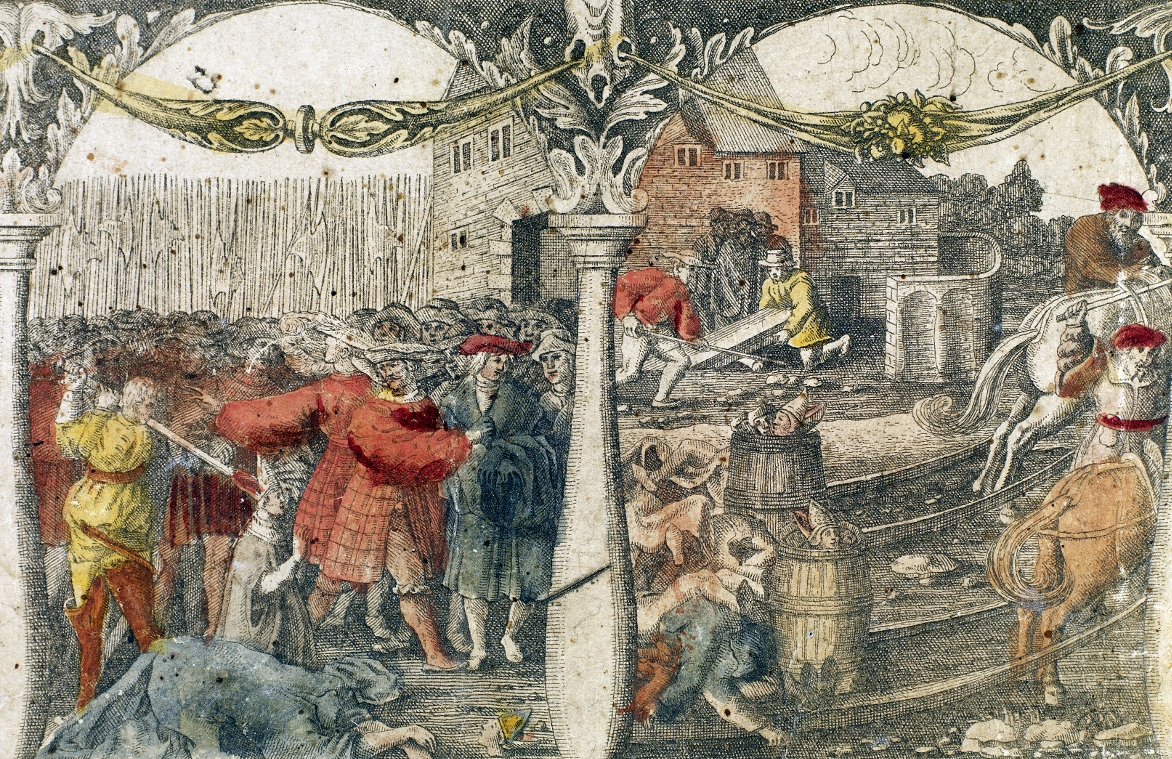
Il "bagno di sangue di Stoccolma", da un'incisione del 1676 di Pat Brugge

Il regno di Gustavo fu contraddistinto dalla riforma religiosa del suo paese: il nuovo re abbracciò la riforma luterana, sia per contrasto al clero che era stato filo-danese, sia per rimettere in ordine le casse dello stato confiscando i beni della Chiesa, pari a circa il 20% del patrimonio del paese. All'origine della rivolta svedese troviamo i fatti accaduti nel 1520, con le truppe danesi che occupavano Stoccolma, e che sono ricordati come il massacro di Stoccolma. Questo portò alla rivolta dei contadini, appoggiata da una gran parte della nobiltà svedese e con a capo lo stesso Gustavo Vasa. Il conflitto con la Chiesa di Roma iniziò a causa del sostanziale appoggio cattolico alla forza occupante danese. Gustavo Vasa impose alcune sue nomine al posto di vescovi filo-danesi, tra le quali eclatante fu la nomina dell'arcivescovo di Uppsala, capo della Chiesa svedese, con Giovanni Magno al posto di Gustav Trolle. La nomina, dapprima rifiutata da papa Clemente VII, fu sostenuta con forza da Gustavo Vasa sino a quando il suo appoggio ad alcuni pensatori luterani non lo fece entrare in disaccordo con lo stesso Giovanni Magno.

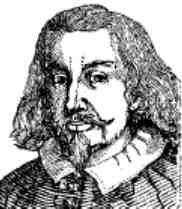
Giovanni Magno

Il Magno, che con la mediazione del fratello ottenne l'appoggio del papa, si recò a Roma per avere la nomina ufficiale ed, ottenutala nel 1533, non fece più ritorno in Svezia, dove la situazione religiosa era profondamente mutata dopo le nomine, da parte di Gustavo Vasa, di Laurentius Petri ad arcivescovo di Uppsala e di Mikael Agricola in Österland (circa l'attuale Finlandia), entrambi scrittori di testi luterani.
La nazionalizzazione della Chiesa si compì nel 1527, ma il processo di luteranizzazione del Paese fu lungo e complesso e terminò nel decennio del 1530. Gustavo Vasa concentrò sempre maggior potere nelle sue mani, portando il Riksdag (il parlamento svedese composto di 4 Stati), con la riforma del 1544, a nominare la sua casata ereditaria della corona svedese e non più elettiva, com'era stato in precedenza, e lui stesso capo della Chiesa svedese. Durante il suo regno, nel 1558, ebbe inizio la prima guerra del nord, ma la sua morte, avvenuta nel 1560, fece sì che il conflitto lo continuasse il figlio Erik XIV.
Erik XIV continuò l'opera di suo padre nel convertire il paese alla Chiesa luterana, operando alcune riforme radicali. Erik XIV si trovò il paese in guerra, una nobiltà ostile appoggiata dai suoi fratelli, che aspiravano al trono e che fomentarono uno stato di guerra civile durante tutto il suo regno, che terminò con la sua detronizzazione da parte dei nobili (il pretesto fu la volontà del sovrano di sposare una sua amante di umili origini). Erik, considerato pazzo, cessò il suo regno nel 1568 e gli succedette il fratello Giovanni III.
Giovanni III ristabilì la situazione internazionale e stipulò la pace con la Danimarca, nel trattato di Stettino del 1570, cercò di ripristinare la fede della Chiesa cattolica, con alcuni sinodi di avvicinamento alla dottrina trentina nel 1574 e nel 1575. Però, dopo l'opposizione del fratello minore, il duca Carlo, rappresentante della fazione ultra-protestante, si ebbe una battuta di arresto nelle nuove disposizioni, che impedì nel 1577 e soprattutto nel 1582, un tentativo di nuova evangelizzazione delle terre svedesi da parte dei gesuiti. Giovanni conquistò l'Estonia e la Livonia nel 1581 durante la guerra del nord e alla sua morte nel 1592 gli succedette suo figlio Sigismondo.
Questo periodo, definito "di alterazione", fu contraddistinto anch'esso da un susseguirsi di sovrani appartenenti al casato Vasa: con la morte di Giovanni III salì al trono il figlio Sigismondo, che il padre, con un abile lavoro diplomatico, aveva fatto eleggere sovrano di Polonia e alla sua morte prese anche la corona svedese.
Nel 1593 il re, ancora in Polonia, assistette impotente al sinodo di Uppsala che definì luterana la Chiesa svedese.
Ci vollero pochi anni prima che lo zio Carlo, figlio minore di Gustavo Vasa, riuscisse a detronizzarlo, divenendo lui re della Svezia nel 1599, con il nome di Carlo IX.

### L'impero svedese - Storia della Svezia (1611-1718)

#### L'età dell'oro - Storia della Svezia (1611-1644)
L'età dell'oro, così viene definito questo periodo della storia svedese, iniziò simbolicamente con la morte di Carlo IX nel 1611, la quale impose all'ancora giovane figlio Gustavo Adolfo, di salire al trono. La sua minore età, era appena diciassettenne, richiese la creazione di un consiglio di reggenza, come scritto da suo padre nel testamento, così Gustavo II Adolfo, questo fu il nome del sovrano, governò inizialmente sotto la supervisione di sei senatori e della regina madre: fu incoronato solamente nel 1617.

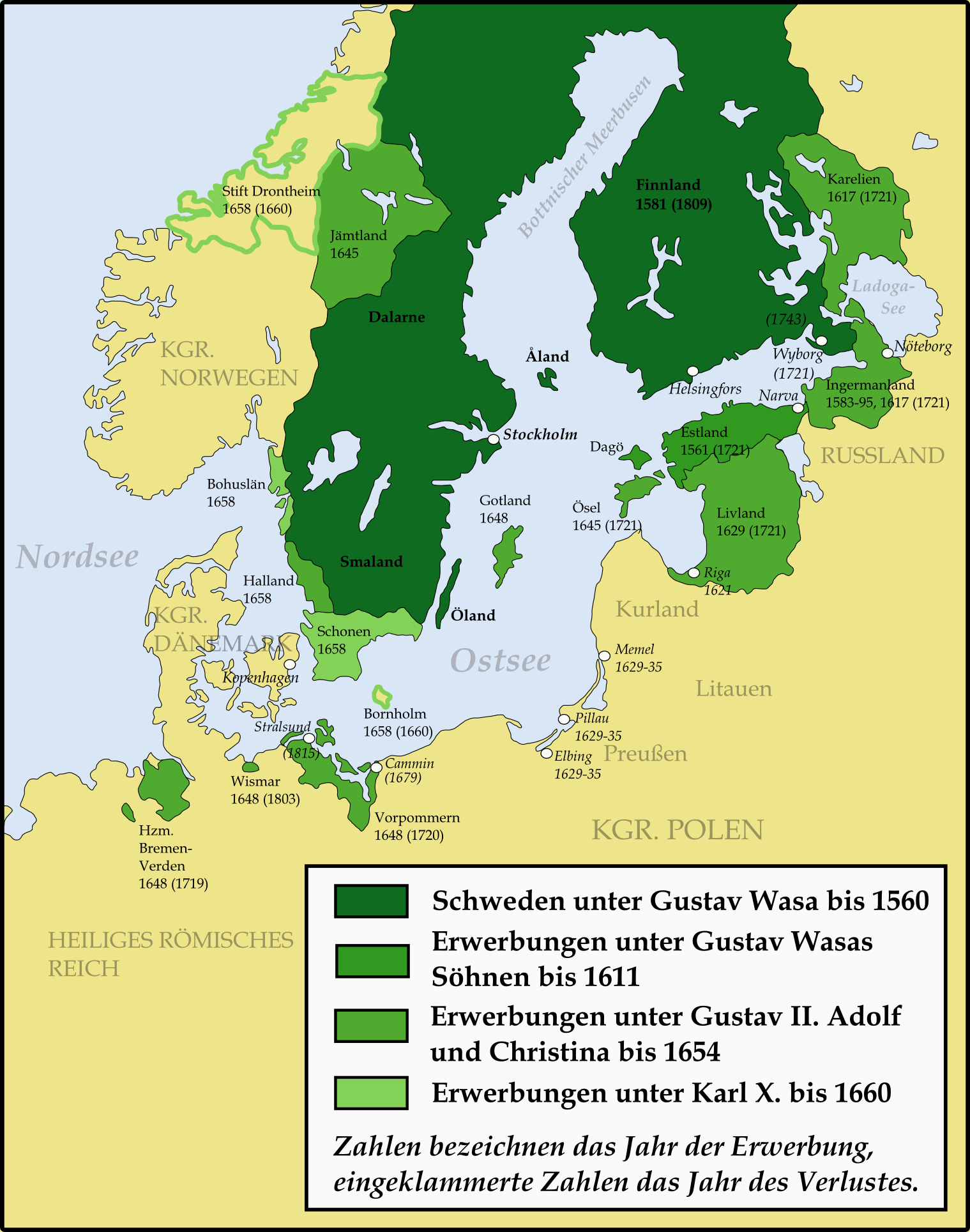
Possedimenti svedesi e conquiste

Il regno che fu consegnato al nuovo sovrano stava combattendo tre guerre. La guerra di Kalmar, la guerra d'Ingria e la guerra polacco-svedese. La prima, contro la Danimarca, fu fatta cessare nel 1613, la seconda, contro la Russia, finì con il trattato di Stolbovo del 1617, mentre la terza, parte di un susseguirsi di scontri tra la Svezia e la Confederazione polacco-lituana, terminò solamente nel 1629 ma ebbe un periodo di tregua dal 1611 al 1617.
Durante il suo regno il sovrano non mostrò le propensioni tiranniche del padre ma promosse una riforma costituzionale, dimostrando un desiderio di riconciliazione tra la monarchia e la classe nobiliare, l'apparato statale cessò d'essere un rudimentale patrimonio dinastico. La figura di spicco di questo periodo fu il grande cancelliere del re Axel Oxenstierna, che aveva in quel momento ventotto anni.
Furono codificate le procedure per la composizione del Riksdag nel 1617. Il paese fu diviso in 24 province chiamate Län. Fu promossa una riforma del sistema educativo, nel quale fu introdotta un'ideologia svedese-centrica di ripresa delle origini "Gotiche" e di aspirazioni di dominio dell'Europa e questo portò a favorire lo sviluppo dell'espansione militare di Gustavo Adolfo.
Durante il suo regno la Svezia conquistò l'Ingria e la Carelia alla Russia nel 1617, la Livonia alla Polonia nel 1629.
Dal 1618 iniziò la guerra dei trent'anni che vide Gustavo II Adolfo in prima linea, alleato alla Francia e intenzionato a sottrarre la Pomerania agli austriaci e ai polacchi. Le truppe svedesi non avevano rivali nello scenario europeo, avevano le migliori armi e i migliori soldati, in seguito ad un addestramento ferreo impartito dai suoi generali. La campagna europea portò gli scandinavi ad ottenere grandi successi in giro per molti dei regni mitteleuropei ma la battaglia decisiva per le sorti della guerra fu quella di Lützen, dove il re fu colpito da un proiettile, sembrerebbe sparato dalle sue stesse truppe, che lo uccise.
Il regno fu affidato alla figlia Cristina di Svezia. L'espansione continuò portando agli svedesi parte della Pomerania, la città di Brema con il suo ducato, la città di Wismar, l'isola di Ösel e di Gotland e la regione di Jämtland. Il periodo si concluse con l'abdicazione della regina Cristina, senza prole e senza marito, così che la corona di Svezia passò al nipote Carlo X Gustavo mettendo fine alla dinastia Vasa sul trono svedese.

## I monarchi di Svezia (dinastia Vasa)
(Fra parentesi il periodo di regno, salvo diversamente indicato).

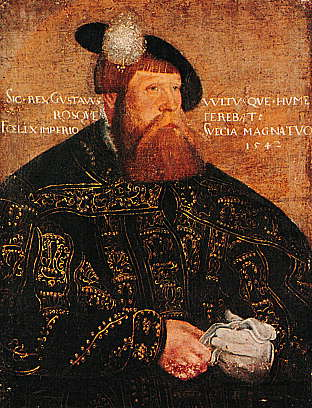
Gustavo I di Svezia (Gustavo I Vasa) (1523-1560)
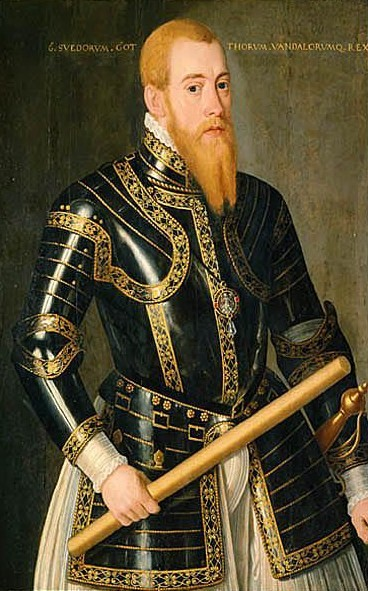
Eric XIV di Svezia (1560-1568)
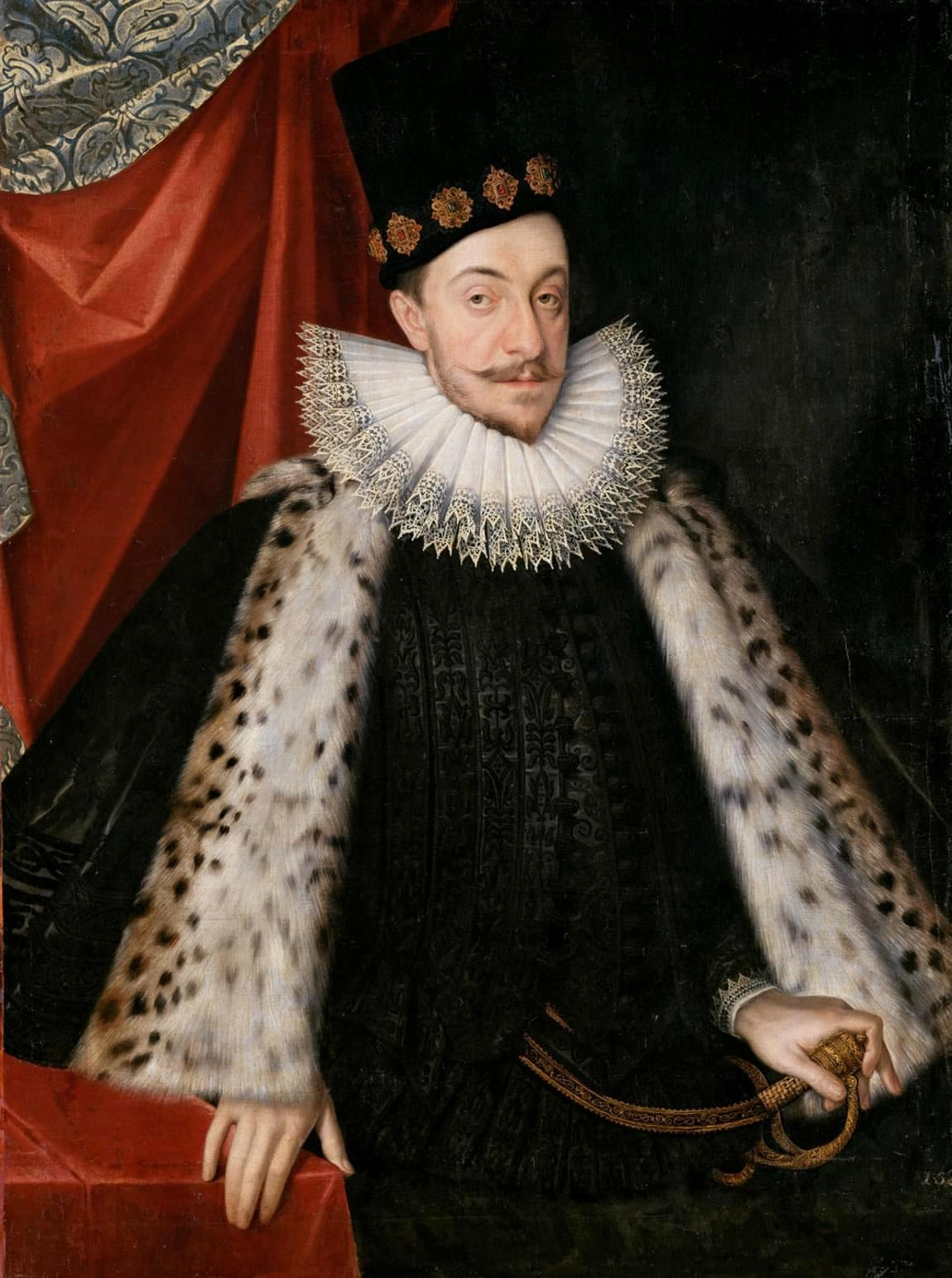
Sigismondo Vasa, noto come Sigismondo III di Svezia (1568-1592)
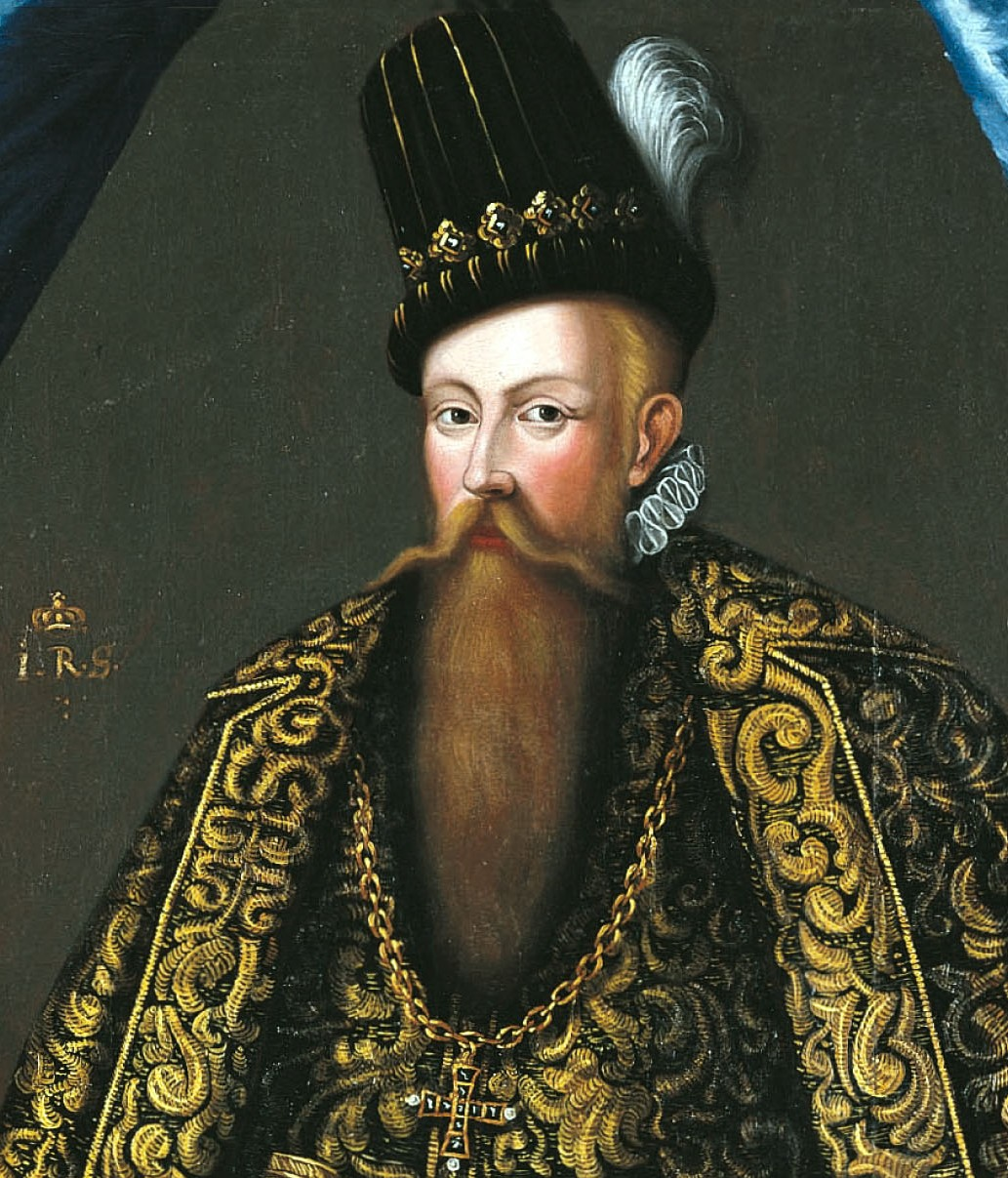
Giovanni III di Svezia (1592-1599)
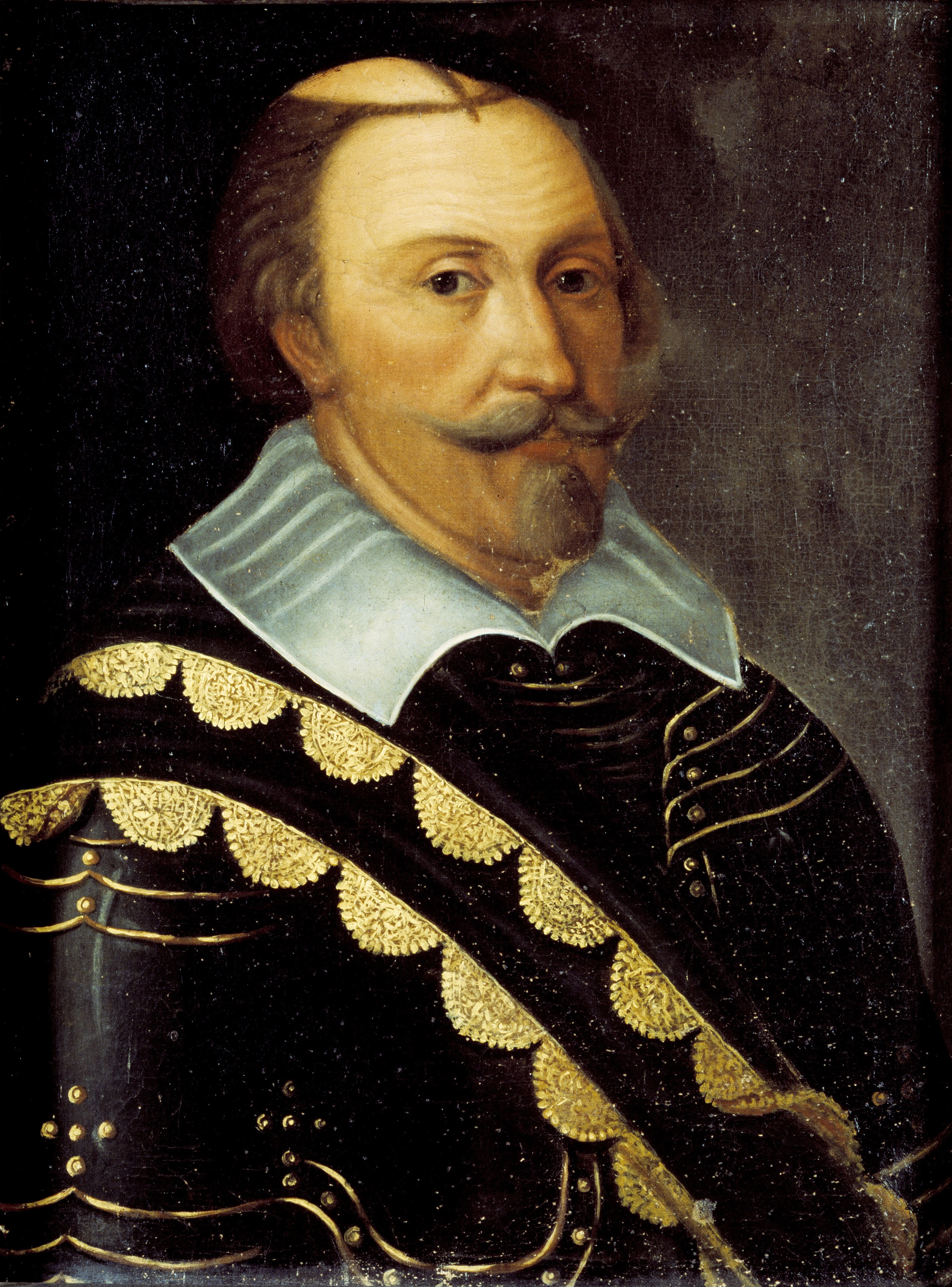
Carlo IX di Svezia (reggenza: 1599-1604) (1604-1611)
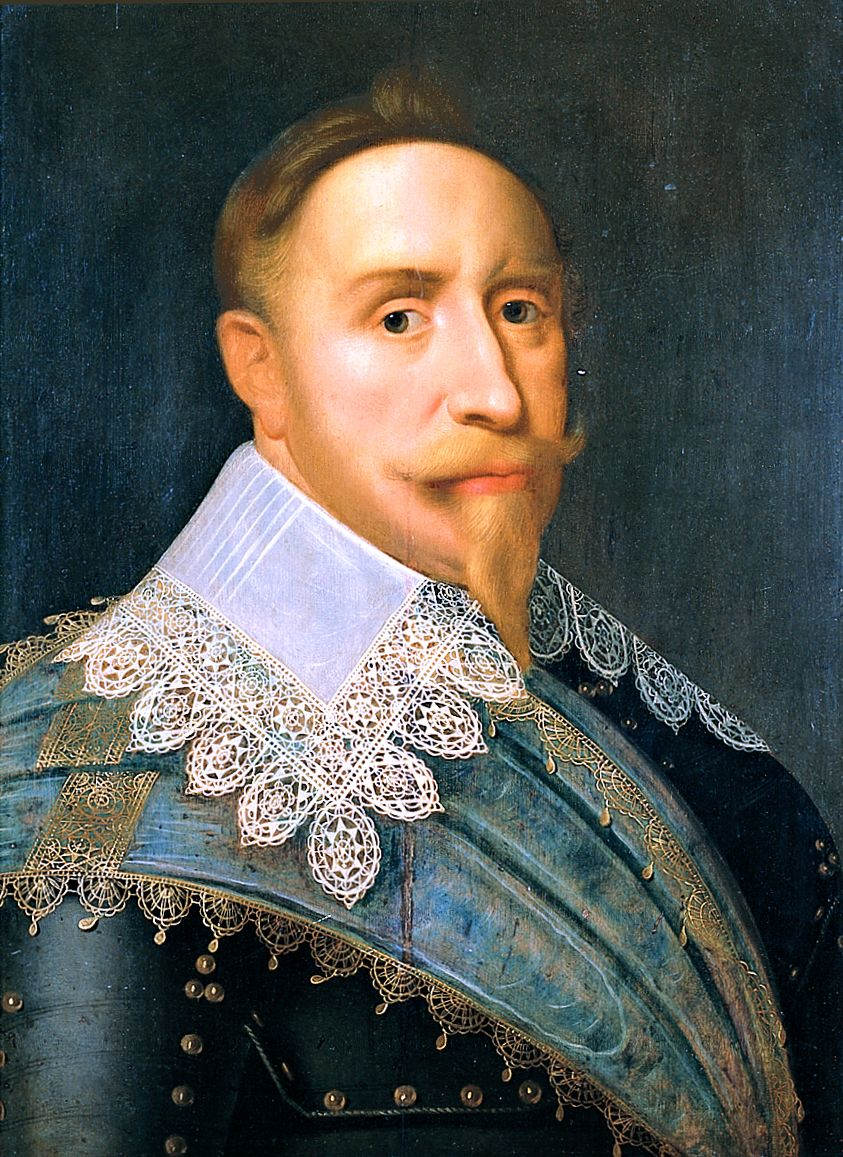
Gustavo II Adolfo di Svezia (1611-1632)
Cristina di Svezia (1632-1654)

## Svezia-Norvegia
Il Regno di Svezia e Norvegia è un termine usato per indicare i regni di Svezia e di Norvegia tra il 1814 e il 1905, quando vennero riuniti sotto un unico monarca, in un'unione personale.